# Dwayne Leo
Dwayne Leo (28 giugno 1982) è un calciatore grenadino, centrocampista del South Stars.

## Carriera

### Club
Dopo aver giocato nel Campari Springs, nel 2009 passa al South Stars.

### Nazionale
Debutta in Nazionale nel 2003. Ha partecipato, con la maglia della Nazionale, alla Gold Cup 2009 e alla Gold Cup 2011. Ha collezionato in totale, con la maglia della Nazionale, 23 presenze.